# Путилове (Логойський район)
Путилове (біл. вёска Пуцілава) —  село в складі Логойського району Мінської області, Білорусь. Село підпорядковане Гайнинській сільській раді і розташоване в північній частині області.